# Ghimpele
Ghimpele a fost o revistă satirică care a apărut în perioada 28 mai 1866 – 8 aprilie 1879. Proprietarul acesteia era T. I. Stoenescu, care și publica articole sub pseudonime ciudate, precum Ioga, Eu, Hai-hui, Tipeliga, Grivei.

În ziar, acesta scria: Toți știți, amici lectori că "Ghimpele" nici nu sfâșie, nici nu rănește. Ghimpele înțeapă, deșteaptă spiritul și îndreaptă moravurile. Este adevărat că pe ici pe colo, cei înghimpați essală câte un of.
Dintre colaboratorii revistei au ieșit în evidență folcloristul Gheorghe Dem Theodorescu, care a fost redactor al revistei între 1869 și 1875, și scriitorul I. L. Caragiale. 
Gheorghe Dem Teodorescu a debutat în revistă, sub pseudonimul Ghedem, publicând în numărul din 17 mai 1870 pamfletul “Animale politice – Maimuța”, care se înscria în linia atacurilor antimonarhice ale revistei. I. L. Caragiale și-a început colaborarea la „Ghimpele” în numărul din 16 decembrie 1873, cu povestea satirică în versuri “Șarla și ciobanii”. Începând cu numărul din 26 mai 1874, Caragiale publica „cronica literară”, „cronica fantastică” și  „cronica sentimentală”, semnând Car. și Palicar.
În numărul din 20 iunie 1871 al revistei Ghimpele a fost publicată și poezia de debut a lui Alexandru Macedonski, Dorința poetului, publicată inițial în  „Telegraful român“, din Sibiu.

## Secolul XXI
Ghimpele a devenit o rețea de publicații săptămânale locale din România.
A fost lansată în noiembrie 2007 de trustul media Intact Media Group, în județele Cluj, Brașov, Iași, Constanța și Caraș Severin, cu un tiraj total de 200.000 exemplare pe număr.
În octombrie 2011, compania All News, titulara brandului “Ghimpele”, a fost preluată de o nouă echipă managerială și redacțională, avându-l director general pe Ovidiu Raețchi (până în 2012) și redactor-șef pe Răzvan Zamfir. Cotidianul Ghimpele, care apare într-o nouă formulă editorială, a încercat să genereze un gen specific de paparazzi politic. Targetul publicațiilor Ghimpele este publicul activ, capabil, cu spirit incisiv, cu atitudine (critică), cu vârsta între 30 – 70 de ani, cu studii medii și superioare.

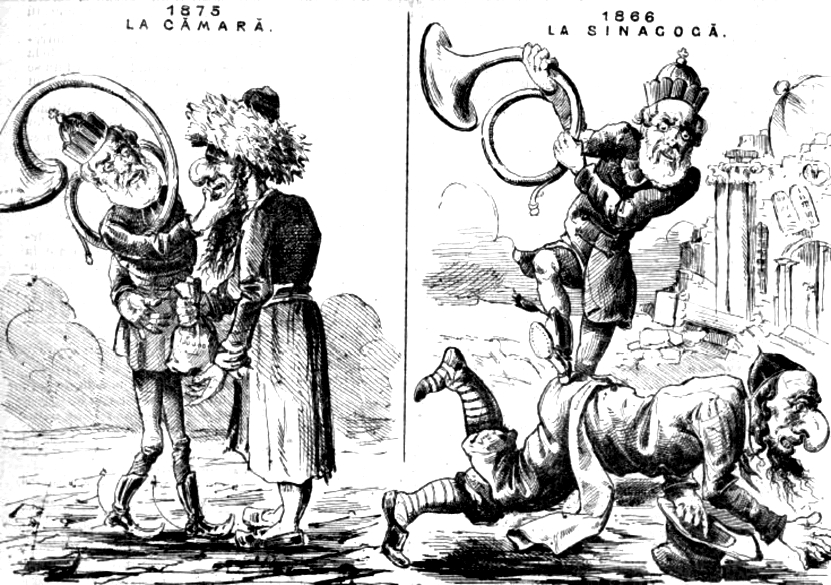
1875 la cămară 1866 la sinagogă
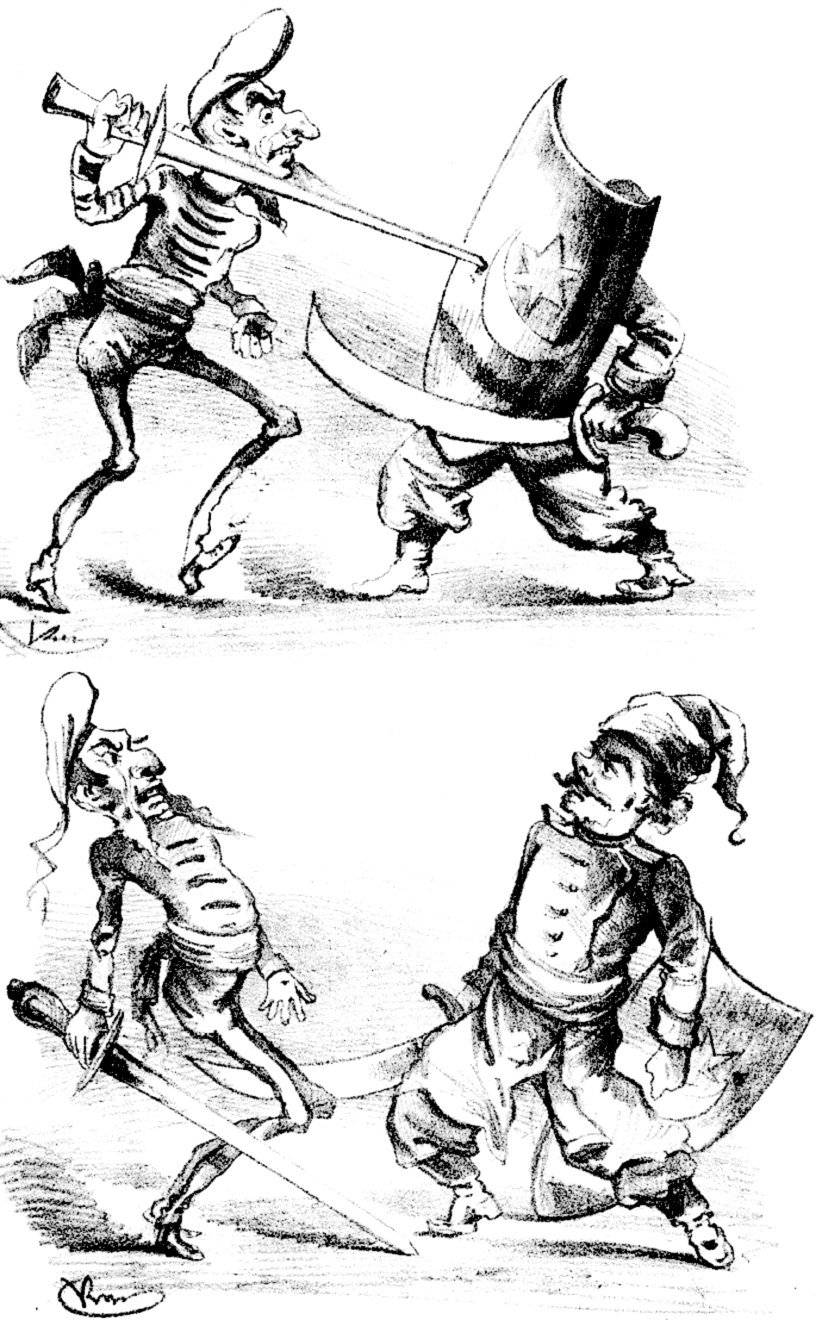
În frigare Afganulŭ — şi va vedea cine'ĭ jidanulŭ. Să te mănâncŭ pênĕ nu m'o mânca alţiĭ pe mine